# Planchonella myrsinoides
Planchonella myrsinoides är en tvåhjärtbladig växtart som först beskrevs av Allan Cunningham och George Bentham, och fick sitt nu gällande namn av Stanley Thatcher Blake och Francis. Planchonella myrsinoides ingår i släktet Planchonella och familjen Sapotaceae.
Artens utbredningsområde är Queensland. Inga underarter finns listade i Catalogue of Life.